# Fußball-Weltmeisterschaft der Frauen 2019/Gruppe A
| Pl. | Land       | Sp. | S | U | N | Tore    | Diff. | Punkte |
| --- | ---------- | --- | - | - | - | ------- | ----- | ------ |
| 1.  | Frankreich | 3   | 3 | 0 | 0 | 007:100 | +6    | 09     |
| 2.  | Norwegen   | 3   | 2 | 0 | 1 | 006:300 | +3    | 06     |
| 3.  | Nigeria    | 3   | 1 | 0 | 2 | 002:400 | −2    | 03     |
| 4.  | Südkorea   | 3   | 0 | 0 | 3 | 001:800 | −7    | 0      |

Gruppe A der Fußball-Weltmeisterschaft der Frauen 2019:

## Frankreich – Südkorea 4:0 (3:0)
| Frankreich                                     | Frankreich | Südkorea | Südkorea | Aufstellung                           |
| ---------------------------------------------- | --- | --- | -------- | ------------------------------------- |
| Frankreich                                     | \| 1. Spieltag \| \| 7. Juni 2019 um 21:00 Uhr in Paris \| \| Zuschauer: 45.261 \| \| Schiedsrichterin: Claudia Umpiérrez ( Uruguay) \| \| Spielbericht \| | \| 1. Spieltag \| \| 7. Juni 2019 um 21:00 Uhr in Paris \| \| Zuschauer: 45.261 \| \| Schiedsrichterin: Claudia Umpiérrez ( Uruguay) \| \| Spielbericht \|                                                                         | Südkorea | Aufstellung Frankreich gegen Südkorea |
| Frankreich                                     | Sarah Bouhaddi – Marion Torrent, Griedge Mbock Bathy, Wendie Renard, Amel Majri (74. Ève Périsset) – Amandine Henry , Gaëtane Thiney (86. Onema Grace Geyoro), Élise Bussaglia – Delphine Cascarino (70. Valérie Gauvin), Kadidiatou Diani, Eugénie Le Sommer Cheftrainerin: Corinne Diacre | Kim Min-jung – Jang Sel-gi, Kim Do-yeon, Hwang Bo-ram, Kim Hye-ri – Cho So-hyun , Ji So-yun, Lee Young-ju (69. Lee Min-a) – Lee Geum-min, Jung Seol-bin (86. Yeo Min-ji), Kang Yu-mi (52. Kang Chae-rim) Cheftrainer: Yoon Duk-yeo | Südkorea | Aufstellung Frankreich gegen Südkorea |
| Frankreich                                     | 1:0 Le Sommer (9.) 2:0 Renard (35.) 3:0 Renard (45.+2') 4:0 Henry (85.) | | Südkorea | Aufstellung Frankreich gegen Südkorea |
| Frankreich                                     | Spieler des Spiels: Wendie Renard (Frankreich) | | Südkorea | Aufstellung Frankreich gegen Südkorea |
| 1. Spieltag                                    | | |          |                                       |
| 7. Juni 2019 um 21:00 Uhr in Paris             | | |          |                                       |
| Zuschauer: 45.261                              | | |          |                                       |
| Schiedsrichterin: Claudia Umpiérrez ( Uruguay) | | |          |                                       |
| Spielbericht                                   | | |          |                                       |

## Norwegen – Nigeria 3:0 (3:0)
| Norwegen                                      | Norwegen | Nigeria | Nigeria | Aufstellung                        |
| --------------------------------------------- | --- | --- | ------- | ---------------------------------- |
| Norwegen                                      | \| 1. Spieltag \| \| 8. Juni 2019 um 21:00 Uhr in Reims \| \| Zuschauer: 11.058 \| \| Schiedsrichterin: Kate Jacewicz ( Australien) \| \| Spielbericht \| | \| 1. Spieltag \| \| 8. Juni 2019 um 21:00 Uhr in Reims \| \| Zuschauer: 11.058 \| \| Schiedsrichterin: Kate Jacewicz ( Australien) \| \| Spielbericht \| | Nigeria | Aufstellung Norwegen gegen Nigeria |
| Norwegen                                      | Ingrid Hjelmseth – Ingrid Moe Wold, Maren Mjelde , Maria Thorisdottir, Kristine Minde – Caroline Graham Hansen, Vilde Bøe Risa (84. Frida Maanum), Ingrid Syrstad Engen, Guro Reiten (90.+1' Emilie Bosshard Haavi) – Isabell Herlovsen, Lisa-Marie Utland (80. Elise Thorsnes) Cheftrainer: Martin Sjögren ( Schweden) | Tochukwu Oluehi – Faith Michael (54. Chidinma Okeke), Osinachi Ohale, Onome Ebi, Ngozi Ebere – Halimatu Ayinde (51. Chinaza Uchendu), Ngozi Okobi, Rita Chikwelu – Asisat Oshoala, Desire Oparanozie (71. Uchenna Kanu), Francisca Ordega Cheftrainer: Thomas Dennerby ( Schweden) | Nigeria | Aufstellung Norwegen gegen Nigeria |
| Norwegen                                      | 1:0 Reiten (17.) 2:0 Utland (34.) 3:0 Ohale (37., Eigentor) | | Nigeria | Aufstellung Norwegen gegen Nigeria |
| Norwegen                                      | Oparanozie (13.), Ordega (45.+1') | | Nigeria | Aufstellung Norwegen gegen Nigeria |
| Norwegen                                      | Spieler des Spiels: Guro Reiten (Norwegen) | | Nigeria | Aufstellung Norwegen gegen Nigeria |
| 1. Spieltag                                   | | |         |                                    |
| 8. Juni 2019 um 21:00 Uhr in Reims            | | |         |                                    |
| Zuschauer: 11.058                             | | |         |                                    |
| Schiedsrichterin: Kate Jacewicz ( Australien) | | |         |                                    |
| Spielbericht                                  | | |         |                                    |

## Nigeria – Südkorea 2:0 (1:0)
| Nigeria                                                | Nigeria | Südkorea | Südkorea | Aufstellung                        |
| ------------------------------------------------------ | --- | --- | -------- | ---------------------------------- |
| Nigeria                                                | \| 2. Spieltag \| \| 12. Juni 2019 um 15:00 Uhr in Grenoble \| \| Zuschauer: 11.252 \| \| Schiedsrichterin: Anastassija Pustowoitowa ( Russland) \| \| Spielbericht \| | \| 2. Spieltag \| \| 12. Juni 2019 um 15:00 Uhr in Grenoble \| \| Zuschauer: 11.252 \| \| Schiedsrichterin: Anastassija Pustowoitowa ( Russland) \| \| Spielbericht \|                                                           | Südkorea | Aufstellung Nigeria gegen Südkorea |
| Nigeria                                                | Chiamaka Nnadozie – Chidinma Okeke, Osinachi Ohale, Onome Ebi, Ngozi Ebere – Chinaza Uchendu (65. Halimatu Ayinde), Ngozi Okobi, Rita Chikwelu – Asisat Oshoala (83. Uchenna Kanu), Desire Oparanozie , Francisca Ordega (80. Anam Imo) Cheftrainer: Thomas Dennerby ( Schweden) | Kim Min-jung – Jang Sel-gi, Kim Do-yeon, Hwang Bo-ram, Kim Hye-ri – Lee Geum-min, Ji So-yun, Cho So-hyun , Lee Min-a (56. Moon Mi-ra), Kang Chae-rim (76. Lee So-dam) – Jung Seol-bin (56. Yeo Min-ji) Cheftrainer: Yoon Duk-yeo | Südkorea | Aufstellung Nigeria gegen Südkorea |
| Nigeria                                                | 1:0 Kim Do-yeon (29., Eigentor) 2:0 Oshoala (75.) | | Südkorea | Aufstellung Nigeria gegen Südkorea |
| Nigeria                                                | Chikwelu (61.) | Ji So-yun (49.), Hwang Bo-ram (71.) | Südkorea | Aufstellung Nigeria gegen Südkorea |
| Nigeria                                                | Spieler des Spiels: Asisat Oshoala (Nigeria) | | Südkorea | Aufstellung Nigeria gegen Südkorea |
| 2. Spieltag                                            | | |          |                                    |
| 12. Juni 2019 um 15:00 Uhr in Grenoble                 | | |          |                                    |
| Zuschauer: 11.252                                      | | |          |                                    |
| Schiedsrichterin: Anastassija Pustowoitowa ( Russland) | | |          |                                    |
| Spielbericht                                           | | |          |                                    |

## Frankreich – Norwegen 2:1 (0:0)
| Frankreich                                         | Frankreich | Norwegen | Norwegen | Aufstellung                           |
| -------------------------------------------------- | --- | --- | -------- | ------------------------------------- |
| Frankreich                                         | \| 2. Spieltag \| \| 12. Juni 2019 um 21:00 Uhr in Nizza \| \| Zuschauer: 34.872 \| \| Schiedsrichterin: Bibiana Steinhaus ( Deutschland) \| \| Spielbericht \| | \| 2. Spieltag \| \| 12. Juni 2019 um 21:00 Uhr in Nizza \| \| Zuschauer: 34.872 \| \| Schiedsrichterin: Bibiana Steinhaus ( Deutschland) \| \| Spielbericht \| | Norwegen | Aufstellung Frankreich gegen Norwegen |
| Frankreich                                         | Sarah Bouhaddi – Marion Torrent, Griedge Mbock Bathy, Wendie Renard, Amel Majri – Amandine Henry , Élise Bussaglia – Kadidiatou Diani, Gaëtane Thiney (82. Charlotte Bilbault), Eugénie Le Sommer – Valérie Gauvin (85. Delphine Cascarino) Cheftrainerin: Corinne Diacre | Ingrid Hjelmseth – Kristine Minde, Maria Thorisdottir, Maren Mjelde , Ingrid Moe Wold (86. Synne Skinnes Hansen) – Guro Reiten, Ingrid Syrstad Engen, Vilde Bøe Risa (90.+1' Frida Maanum), Karina Sævik (76. Lisa-Marie Utland) – Isabell Herlovsen, Caroline Graham Hansen Cheftrainer: Martin Sjögren ( Schweden) | Norwegen | Aufstellung Frankreich gegen Norwegen |
| Frankreich                                         | 1:0 Gauvin (46.) 2:1 Le Sommer (72., Foulelfmeter) | 1:1 Renard (54., Eigentor) | Norwegen | Aufstellung Frankreich gegen Norwegen |
| Frankreich                                         | Le Sommer (56.) | Engen (71.) | Norwegen | Aufstellung Frankreich gegen Norwegen |
| Frankreich                                         | Spieler des Spiels: Valérie Gauvin (Frankreich) | | Norwegen | Aufstellung Frankreich gegen Norwegen |
| 2. Spieltag                                        | | |          |                                       |
| 12. Juni 2019 um 21:00 Uhr in Nizza                | | |          |                                       |
| Zuschauer: 34.872                                  | | |          |                                       |
| Schiedsrichterin: Bibiana Steinhaus ( Deutschland) | | |          |                                       |
| Spielbericht                                       | | |          |                                       |

## Nigeria – Frankreich 0:1 (0:0)
| Nigeria                                      | Nigeria | Frankreich | Frankreich | Aufstellung                          |
| -------------------------------------------- | --- | --- | ---------- | ------------------------------------ |
| Nigeria                                      | \| 3. Spieltag \| \| 17. Juni 2019 um 21:00 Uhr in Rennes \| \| Zuschauer: 28.267 \| \| Schiedsrichterin: Melissa Borjas ( Honduras) \| \| Spielbericht \| | \| 3. Spieltag \| \| 17. Juni 2019 um 21:00 Uhr in Rennes \| \| Zuschauer: 28.267 \| \| Schiedsrichterin: Melissa Borjas ( Honduras) \| \| Spielbericht \| | Frankreich | Aufstellung Nigeria gegen Frankreich |
| Nigeria                                      | Chiamaka Nnadozie – Chidinma Okeke, Onome Ebi, Osinachi Ohale, Ngozi Ebere – Halimatu Ayinde, Ngozi Okobi, Rita Chikwelu – Francisca Ordega (84. Evelyn Nwabuoku), Asisat Oshoala (85. Anam Imo), Desire Oparanozie (90. Uchenna Kanu) Cheftrainer: Thomas Dennerby ( Schweden) | Sarah Bouhaddi – Ève Périsset, Griedge Mbock Bathy, Wendie Renard, Amel Majri – Amandine Henry , Charlotte Bilbault – Delphine Cascarino (62. Eugénie Le Sommer), Gaëtane Thiney (89. Onema Grace Geyoro), Viviane Asseyi – Valérie Gauvin (62. Kadidiatou Diani) Cheftrainerin: Corinne Diacre | Frankreich | Aufstellung Nigeria gegen Frankreich |
| Nigeria                                      | 0:1 Renard (79., Foulelfmeter) | | Frankreich | Aufstellung Nigeria gegen Frankreich |
| Nigeria                                      | Ebere (28.), Nnadozie (77.), Chikwelu (90.+9') | Gauvin (45.+1') | Frankreich | Aufstellung Nigeria gegen Frankreich |
| Nigeria                                      | Ebere (75.) | | Frankreich | Aufstellung Nigeria gegen Frankreich |
| Nigeria                                      | Spieler des Spiels: Wendie Renard (Frankreich) | | Frankreich | Aufstellung Nigeria gegen Frankreich |
| 3. Spieltag                                  | | |            |                                      |
| 17. Juni 2019 um 21:00 Uhr in Rennes         | | |            |                                      |
| Zuschauer: 28.267                            | | |            |                                      |
| Schiedsrichterin: Melissa Borjas ( Honduras) | | |            |                                      |
| Spielbericht                                 | | |            |                                      |

## Südkorea – Norwegen 1:2 (0:1)
| Südkorea                                          | Südkorea | Norwegen | Norwegen | Aufstellung                         |
| ------------------------------------------------- | --- | --- | -------- | ----------------------------------- |
| Südkorea                                          | \| 3. Spieltag \| \| 17. Juni 2019 um 21:00 Uhr in Reims \| \| Zuschauer: 13.034 \| \| Schiedsrichterin: Marie-Soleil Beaudoin ( Kanada) \| \| Spielbericht \|                                                                    | \| 3. Spieltag \| \| 17. Juni 2019 um 21:00 Uhr in Reims \| \| Zuschauer: 13.034 \| \| Schiedsrichterin: Marie-Soleil Beaudoin ( Kanada) \| \| Spielbericht \| | Norwegen | Aufstellung Südkorea gegen Norwegen |
| Südkorea                                          | Kim Min-jung – Lee Eun-mi (79. Jeong Yeong-a), Shin Dam-yeong, Kim Do-yeon, Jang Sel-gi – Kang Chae-rim (66. Lee Min-a), Ji So-yun, Cho So-hyun – Lee Geum-min, Yeo Min-ji, Moon Mi-ra (82. Kang Yu-mi) Cheftrainer: Yoon Duk-yeo | Ingrid Hjelmseth – Kristine Minde, Maria Thorisdottir, Maren Mjelde , Ingrid Moe Wold – Guro Reiten, Ingrid Syrstad Engen, Vilde Bøe Risa, Caroline Graham Hansen (54. Frida Maanum) – Isabell Herlovsen (69. Elise Thorsnes), Lisa-Marie Utland (46. Karina Sævik) Cheftrainer: Martin Sjögren ( Schweden) | Norwegen | Aufstellung Südkorea gegen Norwegen |
| Südkorea                                          | 1:2 Yeo Min-ji (78.) | 0:1 Graham Hansen (4., Foulelfmeter) 0:2 Herlovsen (50., Foulelfmeter) | Norwegen | Aufstellung Südkorea gegen Norwegen |
| Südkorea                                          | Cho So-hyun (4.), Yeo Min-ji (85.) | | Norwegen | Aufstellung Südkorea gegen Norwegen |
| Südkorea                                          | 100. Länderspiel von Kristine Minde | | Norwegen | Aufstellung Südkorea gegen Norwegen |
| Südkorea                                          | Spieler des Spiels: Caroline Graham Hansen (Norwegen) | | Norwegen | Aufstellung Südkorea gegen Norwegen |
| 3. Spieltag                                       | | |          |                                     |
| 17. Juni 2019 um 21:00 Uhr in Reims               | | |          |                                     |
| Zuschauer: 13.034                                 | | |          |                                     |
| Schiedsrichterin: Marie-Soleil Beaudoin ( Kanada) | | |          |                                     |
| Spielbericht                                      | | |          |                                     |